# Bradysia boliviensis
Bradysia boliviensis är en tvåvingeart som först beskrevs av Franz Lengersdorf 1930.  Bradysia boliviensis ingår i släktet Bradysia och familjen sorgmyggor. Inga underarter finns listade i Catalogue of Life.